# Adele
Cet article possède des homonymes et des paronymes, voir Adèle.
Adele Laurie Blue Adkins (née le 5 mai 1988 dans le quartier londonien de Tottenham, en Angleterre), mieux connue sous le nom de scène Adele [əˈdɛl] est une auteure-compositrice-interprète britannique. En 2008, elle sort son premier album intitulé 19 qui se vend à plus de 7 millions d’exemplaires. Elle est la première à recevoir le prix Critics’ Choice (Prix de la Critique) des Brit Awards, distinguée « découverte de l’année 2008 » dans un vote des critiques musicales de la BBC, Sound of 2009. En 2009, Adele remporte deux prix de la 51e édition des Grammy Awards, celui du meilleur nouvel artiste et celui de la meilleure prestation pop féminine,.
En 2011, elle sort son second album intitulé 21 qui se vend à plus de 31 millions d’exemplaires, dont 1,85 million en France. L'album a été le plus vendu dans le monde en 2011 et 2012. Il se classe 6e dans le classement des plus grands albums de tous les temps de la catégorie Women who rock par le magazine Rolling Stone et devient l'album le plus vendu au monde de cette décennie. Elle remporte six Grammy Awards lors de la 54e cérémonie, devenant la deuxième femme à accomplir un tel exploit. En 2012, elle interprète la chanson du film Skyfall, qui lui permet de remporter dans la catégorie Meilleure chanson originale un Golden Globe et un Oscar. En février 2013, elle remporte le Grammy Award de la meilleure performance pop solo pour Set Fire to the Rain.
Son troisième album en 2015, 25, se vend à plus de 22 millions d'exemplaires dans le monde. Il se classe au sommet des meilleures ventes de disques dans de nombreux pays. Adele devient également l'artiste ayant vendu le plus de disques dans le monde en 2015 grâce à cet album. En février 2017, elle est la grande gagnante des Grammy Awards, remportant cinq trophées sur cinq nominations (Album de l'année, Chanson de l'année, Enregistrement de l'année, Meilleure prestation pop solo et Meilleur album pop vocal). Son album est certifié disque de diamant en novembre 2016 aux États-Unis avec 10 millions d'exemplaires vendus. En 2016, la Fédération internationale de l'industrie phonographique nomme Adele artiste musicale la plus populaire au monde de l'année 2015. En 2016, elle est la deuxième chanteuse la plus payée au monde. Elle est la célébrité de moins de trente ans la plus riche du Royaume-Uni.
Son quatrième album, 30, sorti en novembre 2021, est l'album le plus vendu au monde de l'année 2021, remportant le Brit Award 2022 du Meilleur album britannique.
Avec plus de 120 millions de disques vendus à travers le monde, Adele fait partie des artistes ayant vendu le plus de disques,. En 2011, The Guardian nomme Adele la personne la plus puissante et influente de l'industrie de la musique. En 2012, elle figure au cinquième rang des « 100 Plus grandes femmes de la musique » de VH1. Le magazine Time la nomme l'une des personnes les plus influentes au monde en 2012, 2016, et 2022. Aux Ivor Novello Awards 2012 et 2016, Adele est nommée Auteur-compositeur de l'année par l'Académie britannique des auteurs-compositeurs. En 2013, elle est nommée membre de l'Empire britannique (MBE) pour ses services rendus à la musique aux honneurs d'anniversaire de la reine. Ses singles Rolling in the Deep, Hello et Someone Like You ont dépassé le milliard de vues sur YouTube. Adele détient par ailleurs dix-huit enregistrements dans le Livre Guinness des records. Elle a reçu 539 récompenses sur environ  760 nominations au fil de sa carrière. Adele est nommée 18 fois aux Grammy Awards pour 16 trophées remportés.

## Biographie

### Enfance et études
Adele Laurie Blue Adkins est née le 5 mai 1988 dans le quartier populaire de Tottenham, dans le nord de Londres, d'une mère anglaise, Penny Adkins, à la fois masseuse indépendante, fabricante de meubles, et organisatrice d'activités d'apprentissage pour adultes, et d'un père gallois, Marc Evans, plombier,. C'est d'ailleurs de son père que vient son amour pour la musique. Penny Adkins a 18 ans et Marc Evans est dans ses premières années de la vingtaine lorsqu'ils se rencontrent. Marc Evans, grand amateur de blues, veut lui donner comme premier prénom Blue, en référence à cette musique, mais le couple s'accorde finalement sur Adele Laurie Blue Adkins.
Adele a trois ans quand son père quitte le domicile familial pour retourner au pays de Galles,. Sa mère, qui l'élève seule, déménage alors plusieurs fois, d'abord à Tottenham, puis à Brixton, et plus tard à West Norwood.
Elle chante dès l'âge de quatre ans et affirme qu’elle fut obsédée par les voix,. Elle affirme que les Spice Girls ont exercé une influence majeure expliquant son amour et sa passion pour la musique et considère qu’elles ont fait d’elle ce qu’elle est aujourd’hui. Elle les imite d’ailleurs lors de fêtes. Elle aime aussi beaucoup la chanteuse britannique Gabrielle, dont elle reprend les chansons à ses débuts. Pour la faire ressembler à cette dernière, Penny Adkins, qui forme un duo fusionnel avec sa fille, lui fait un cache-œil avec des paillettes, ce qui, selon Adele, lui faisait plutôt honte.
Adele dira par la suite avoir été influencée par la musique de Jeff Buckley, du groupe The Cure et d’artistes comme Billy Bragg, Etta James, Peggy Lee durant l’adolescence, alors qu’elle découvrait les disques de ces artistes dans un magasin HMV local.
Elle affirme également être une grande fan de Beyoncé depuis l'âge de onze ans : Adele souhaiterait collaborer avec cette dernière. Elle cite également Madonna, dont l'album Ray of Light eut une influence sur un de ses albums.
À seize ans, Adele écrit sa première chanson, Hometown Glory.

### Début de carrière (2006–2009)

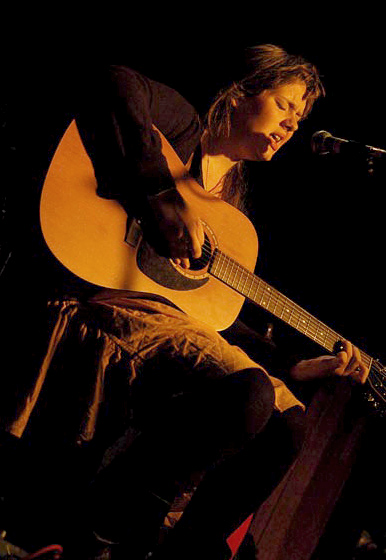
Adele en concert à Kilburn, Londres, en 2007.

Adele intègre en 2002 la BRIT School, seule école secondaire des arts du spectacle publique et gratuite du Royaume-Uni. Diplômée en 2006 de cette école, elle publie, quatre mois plus tard, deux chansons en ligne sur le site de Platforms Magazine. Ayant enregistré une démo de trois chansons pour un projet en classe, elle la remet à un ami qui la publie sur Myspace. Devant le succès rencontré sur cette plateforme musicale, elle attire l'attention du découvreur de talents Nick Huggett, qui signe 19, son premier album.
Sa première prestation télévisuelle a lieu le 8 juin 2007 dans l'émission Later… with Jools Holland. Le premier single de 19 qui contribue à la percée d'Adele, Hometown Glory, est lancé au mois d'octobre 2007. Adele fait les chœurs sur My Yvonne, le premier album de Jack Peñate.
Le succès d'Adele arrive en même temps que plusieurs autres chanteuses de soul britanniques. En 2007, à l'âge de 19 ans, la presse britannique grand public la surnomme « la nouvelle Amy Winehouse ». Adele est liée aussi à une troisième invasion musicale britannique aux États-Unis.
Elle lance son deuxième single, Chasing Pavements, le 14 janvier 2008, deux semaines avant le lancement de 19. Chasing Pavements atteint le numéro deux au classement en Grande-Bretagne et y reste quatre semaines, puis dans le top 40 durant 14 semaines après son lancement. 19 se classe numéro un directement et est certifié platine trois fois au Royaume-Uni. L'album entra au top des charts britanniques. Le quotidien britannique The Times considère 19 comme un album de blue-eyed soul « essentiel ».
Le 19 mars 2008, Adele signe un accord impliquant un partenariat entre Columbia Records et XL Recordings pour son incursion aux États-Unis. Elle embarque pour une courte tournée en Amérique du Nord. Le 20 juin, l'album est lancé aux États-Unis,. En 2008, elle reçoit aussi les éloges de Paul Rees, rédacteur en chef du magazine Q magazine, pour lequel il est rafraîchissant d’entendre quelque chose de nouveau, après des années de groupes similaires qui veulent sonner comme The Libertines. Par la suite, Adele annule une tournée aux États-Unis pour retourner avec son ancien petit ami. Elle mentionne au magazine Nylon qu’elle consommait trop d'alcool, cela étant la base de sa relation avec lui.
En octobre 2008, la tentative d'Adele de percer en Amérique paraît être un échec,. Cependant, Adele est invitée pour l’épisode du 18 octobre de Saturday Night Live, qui connaît sa meilleure cote d'écoute en 14 ans avec un total de 17 millions de téléspectateurs pour cet épisode, peut-être aussi parce que Sarah Palin y participe alors qu'elle est candidate à la vice-présidence des États-Unis. Adele interprète Chasing Pavements et Cold Shoulder, et la journée suivante, 19 atteint le sommet sur iTunes et se classe numéro un sur Amazon, tandis que la chanson Chasing Pavement se classe à la vingt-cinquième place. Durant la semaine du 26 octobre, l’album atteint la onzième place au Billboard 200, vingt-cinq places plus haut par rapport à la semaine précédente. Plus tard, Adele retourne aux États-Unis pour une tournée de onze villes.
En novembre 2008, elle déménage à Notting Hill après avoir quitté le domicile de sa mère, un changement qui l'incite à la sobriété.
En 2008, Adele est également proposée pour un Mercury Prize pour son album 19. Elle gagne aussi un prix au Urban Music Awards pour Meilleure prestation jazz, ainsi qu’aux Q Awards dans la catégorie Découverte de l'année et une autre fois au MOBO Awards dans la catégorie Meilleure chanteuse britannique.

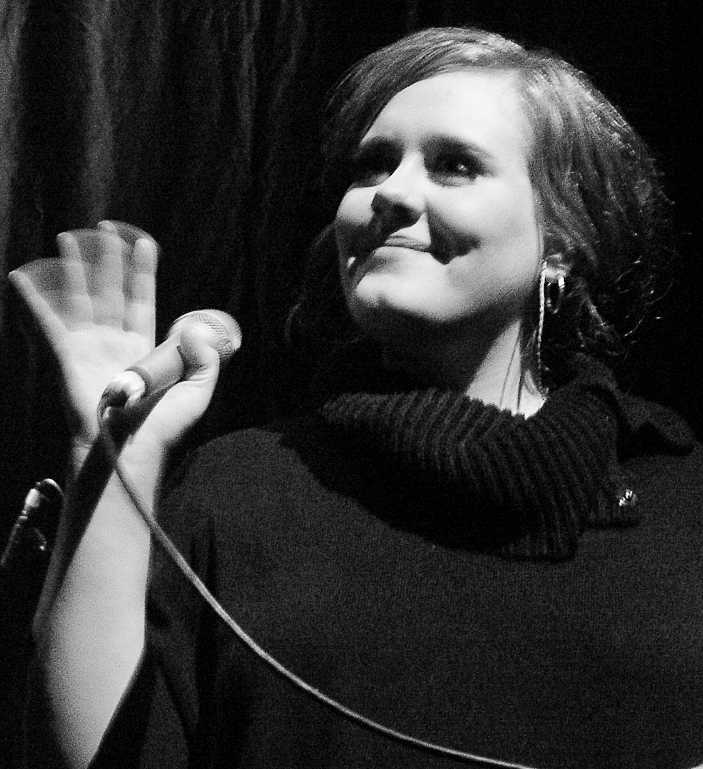
Adele en concert, janvier 2009.

En janvier 2009, Adele collabore avec le groupe rock de Jack White et Brendan Benson, The Raconteurs, sur la chanson Many Shades of Black. 19 est certifié « or » en février 2009 par le Recording Industry Association of America. En février 2009, à la 51e cérémonie des Grammy Awards, Adele est élue Meilleure nouvelle artiste et Meilleure performance vocal Pop Féminine pour Chasing Pavements. Pour la même chanson, elle est également nommée dans la catégorie Chanson de l'année et Enregistrement de l'année.
Du côté britannique, Adele est nommée dans trois catégories aux Brit Awards, soit Meilleure artiste solo féminine britannique, Meilleur single britannique et Meilleur nouveau spectacle britannique. Le Premier ministre britannique, Gordon Brown, envoie une lettre de remerciements à Adele, affirmant que dans la crise économique que connaît le pays, elle apparaît comme « une lumière au bout du tunnel ».
Le 9 mars 2009, Adele commence une tournée nord-américaine dans quinze villes. En juin, elle relance la série MTV Unplugged incluant six chansons acoustiques. Le 28 juin, Adele fait les manchettes des journaux en étant la tête d’affiche d'une pièce de théâtre en trois actes au Hollywood Bowl à Los Angeles en Californie. Adele chante en duo avec Daniel Merriweather, une chanson intitulée Water and A Flame de son premier album, Love & War. En juillet 2009, 19 comptabilise plus de deux millions d'exemplaires vendus à travers la planète.

### 21(2010–2011)
En 2010, Adele reçoit une proposition aux Grammy dans la catégorie de la Meilleure prestation vocale pop d'une chanteuse pour la chanson Hometown Glory. En avril, sa chanson My Same fait son entrée sur la German Singles Chart après avoir été interprétée par Lena Meyer-Landrut dans l’émission de découverte Unser Star für Oslo, où est choisie la chanson allemande pour le 55e concours Eurovision de la Chanson,. À la fin du mois de septembre, après être passée dans l’émission The X Factor, l'interprétation d'Adele de la chanson Make You Feel My Love de Bob Dylan refait son apparition dans le classement des singles britanniques à la quatrième place.
Adele lance son deuxième album, 21, le 24 janvier 2011 au Royaume-Uni et le 22 février aux États-Unis,,. L'album est un succès commercial en se vendant à 208 000 exemplaires durant la première semaine au Royaume-Uni, en débutant au numéro un sur le UK Album Chart (Classements des albums britanniques) et en se classant à la même position dans neuf autres pays. L’album débuta à la première place du Billboard 200 aux États-Unis, en se vendant à 352 000 exemplaires en première semaine,.
La semaine du 24 janvier, Adele place les chansons Someone Like You, Rolling in the Deep et Set Fire to the Rain sur les trois premières places des vidéos les plus vues de la semaine sur YouTube. Le 15 février 2011, après un spectacle acclamé aux Brit Awards, la chanson Someone Like You de l’album 21 est classée directement numéro un au Royaume-Uni ; l'album conserve sa première place. Someone Like You a maintenu sa première position durant quatre semaines consécutives,. L'Official Charts Company annonce qu'Adele est la première artiste vivante à avoir deux hits dans le top cinq sur l'Official Singles Chart et l'Official Albums Chart simultanément depuis les Beatles en 1964,,. Le 7 septembre 2011, elle devient la première artiste à vendre trois millions d'albums à l'intérieur d'une année civile depuis l'établissement de l'Official Albums Chart en 1960.
En expliquant le choix du titre pour son deuxième album, Adele affirme qu'il reflète le succès croissant qu'elle a connu durant les deux dernières années. Le premier single, Rolling in the Deep, est une chanson au goût de revanche : Adele la décrit comme étant sombre, à saveur de « blues gospel disco »,. L'album 21 atteint la première place des ventes en Irlande, Allemagne, Nouvelle-Zélande, Suisse, Autriche, Belgique ainsi qu’aux Pays-Bas et, en mars 2011, il débute numéro 1 aux États-Unis pendant deux semaines avant de descendre à la deuxième place. Au Royaume-Uni, où l’album a aussi été classé numéro un, 208 000 exemplaires ont été vendus dans sa première semaine, faisant de 21 l’album lancé en janvier le plus vendu en cinq ans. Le single Rolling in the Deep est bien reçu par la critique et atteint la treizième place au Billboard Hot 100,.

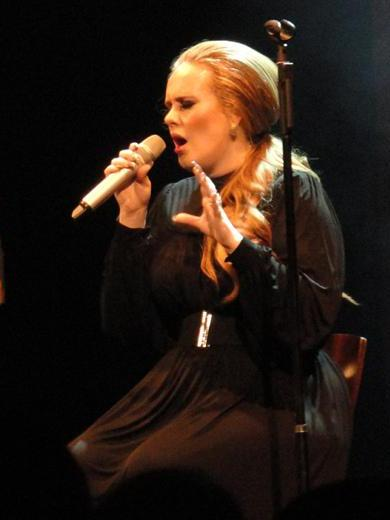
Adele en concert à Seattle, Washington, 2011.

Mi-février 2011, après une prestation aux Brit Awards, la chanson Someone Like You se classe directement no 1 au classement des singles britanniques, alors que l’album 21 demeure numéro 1. Adele est donc reconnue comme la seule artiste vivante à avoir deux hits dans le Top 5 sur l'Official Singles Chart et l'Official Albums Chart simultanément depuis les Beatles en 1964,. Adele demeure numéro 1 pour la deuxième semaine avec Someone Like You et l’album 21 reste au sommet du hit-parade des albums cinq semaines de suite, la chanson Rolling in the Deep ne quittant pas le Top 5 du classement des singles. L'album 19, lancé trois ans auparavant, atteint la deuxième place du hit-parade des albums. C’est la première fois qu’un artiste tient les deux premières positions au classement des albums britanniques depuis The Corrs, en 1999,.
En mai 2011, Adele et son équipe sont classées numéro un sur la liste « Music Power 100 » de The Guardian: « les 100 personnes les plus influentes de l'industrie musicale » NME publie que « Adele est nommée la personne la plus puissante de la musique par The Guardian ». Moins d'un an après sa sortie, 21 s'est vendu a plus de 12 millions d'exemplaires dans le monde, incluant 600,000 en France, faisant de cet album le plus vendu depuis 2000 et le deuxième album le plus vendu de tous les temps,.
Adele collabore avec le rappeur Tyga sur le morceau Reminded, sorti en mars 2011.
En novembre 2011, Adele subit une opération des cordes vocales. L'aggravation d'une laryngite puis une hémorragie interne à hauteur de ces organes ont conduit le chirurgien Steven M. Zeitels (en) à lui retirer un polype sur une corde vocale.
Le 28 janvier 2012, elle reçoit deux NRJ Music Awards de la Révélation internationale de l'année et Chanson internationale de l'année pour Someone Like You. Le 12 février 2012, elle remporte également 6 Grammy Awards lors de la 54e cérémonie au Staples Center à Los Angeles, devenant la deuxième femme après Beyoncé à avoir obtenu le plus de victoires en une soirée. Elle reçoit 2 Brit Awards pour son album 21. Au total, Adele reçoit 36 Awards, elle établit plus de 40 records en une année. Son single Rolling in the Deep a été vendu à plus de 8 200 000 exemplaires[réf. nécessaire]. Rumor has it est vendu à 500 000 exemplaires (aux États-Unis) et certifié disque d'or par la Recording Industry Association of America. Someone Like You s'est vendu à 500 000 exemplaires aux États-Unis.
En 2012, VH1 la classe 5e sur sa liste des « 100 Plus grandes femmes de la musique » En mai 2012, Adele reçoit le prix  de l'Auteure-compositrice de l'année aux Ivor Novello Awards. En 2012, le magazine Time l'inclut dans sa liste des 100 personnes les plus influentes au monde.

### 007: Skyfallet pause (2012–2014)
Le 5 octobre 2012 sort le single Skyfall, dont la chanson est utilisée pour le générique du film du même nom, 23e opus de la saga James Bond.
Skyfall a été classé no 1 sur la plateforme de téléchargement iTunes Store 12 heures après sa sortie, surpassant le record de Rihanna avec Diamonds en 2012 (au Royaume-Uni) et Taylor Swift avec Red aux États-Unis. La chanson se place en 4e position dans les charts anglais alors que la chanson n'était en vente que depuis deux jours avec 80 000 exemplaires. En France, Skyfall entre en 3e position du top single, puis atteint la première position du classement. Les ventes du titre doublent en une semaine. Skyfall décroche par la même occasion le record historique des ventes numériques (en France) avec 22 718 téléchargements. Le morceau reste à la première place pendant six semaines non consécutives. Skyfall s'est écoulé au total à 334 500 exemplaires.[réf. nécessaire]
Le 25 février 2013, Adele interprète pour la première fois en live le single Skyfall, à la cérémonie des Oscars du cinéma et reçoit l'Oscar de la meilleure chanson originale. Elle reçoit également le Brit Award pour Meilleur single britannique.
En 2013, Set Fire to the Rain remporte un Grammy Awards de la Meilleure performance pop solo Lors de cette cérémonie, Adele présente l'Album de l'année et remet ce prix à Mumford and Sons pour leur album Babel. Le single atteint la première place des charts dans plusieurs pays européens. Le single top le Billboard Hot 100 où il reste à cette position pendant 4 semaines, pour une durée totale de 24 semaines dans les charts. Il reste deux semaines en première place du Belgium Singles Top 50 pour une durée de 48 semaines dans les charts, et il atteint la onzième place au UK Singles Chart.
Toujours en 2013, selon Billboard, son album 21 est le vingt et unième plus vendu aux États-Unis. Le 19 décembre 2013, Adele est faite membre de l'Empire britannique (MBE) par le prince Charles dans le cadre de l'anniversaire officiel de la reine au palais de Buckingham. Cette décoration est le premier échelon des distinctions honorifiques décernées par la famille royale britannique, et elle lui est remise pour ses « services rendus à la musique. »
En janvier 2014, son album 21 s'est vendu à 26 millions d'exemplaires dans le monde, et trois millions via les plateformes de distribution de musique en ligne, selon l'Institut Nielsen. Le 26 janvier 2014, Adele remporte son dixième Grammy Award pour la Meilleure chanson écrite pour les médias visuels, pour la bande sonore de Skyfall.

### Succès planétaire avec25(2015–2019)
Mi-novembre 2015 son second album 21 s'est vendu à plus de 31 millions d'exemplaires dans le monde depuis sa sortie,, devançant Fearless de Taylor Swift.
Le 20 novembre 2015 sort son 3e album, 25. Dans les trois jours suivant sa parution, 2,3 millions d'exemplaires se vendent aux États-Unis; « du jamais-vu dans l'industrie musicale en quinze ans ».
En décembre 2015, Adele déclare rétrospectivement au New York Times que c'est en assistant au retour sur scène de Kate Bush sur sa série de concerts à l'Hammersmith Apollo qu'elle fut inspirée pour composer un nouvel album,. Évoquant un disque « plus moderne » et se disant « très inspirée par les chansons des années 70. »
Le 22 octobre 2015, Adele dévoile le premier single, Hello, par le biais d'un clip réalisé par Xavier Dolan. Avec 27 millions de vues pour son premier jour sur YouTube, le clip pulvérise le record de vues sur 24 heures. Dès sa sortie, la chanson se classe no 1 sur iTunes dans 73 pays. En 88 jours, Hello atteint plus d'un milliard de vues sur YouTube. En juillet 2017, elle a été visionnée plus de deux milliards de fois sur la plateforme vidéo. En termes de record, Hello est le premier morceau à se vendre à plus d'un million d'exemplaires en une semaine et est classé no 1 sur iTunes dans plus de 103 pays. Il s'agit également du single qui s'est vendu le plus rapidement en 2015. En France, le single se vend à 28 534 exemplaires (ventes + streams) la semaine de sa sortie, signant ainsi le no 1 le plus haut depuis mars 2014. La deuxième semaine, il se vend 28 134 exemplaires (ventes + streams).
En novembre 2015, 21 devient « Le plus grand album du Billboard 200 de tous les temps » (Greatest of All Time Billboard 200 Albums), basé sur ses performances dans les charts établi par le Billboard, prenant ainsi la position no 1 sur une liste de 200 albums,. Adele fait, en exclusivité mondiale, la première interprétation de son dernier single Hello lors des NRJ Music Awards 2015, le 7 novembre, à Cannes, sur TF1, et repart avec un NRJ Music Awards d'honneur. Sa dernière apparition télévisuelle était lors de la cérémonie des Oscars en 2013 au cours de laquelle elle était récompensée pour son titre Skyfall.
L'album 25 s'écoule à 120 000 exemplaires par jour entre sa date de parution et la fin de l'année 2015. Durant cette période, Adele génère 1,5 million de dollars par jour, répartis entre elle-même, sa maison de disques, fabricants, distributeurs, et détaillants. Adele est citée pour avoir « énormément enrichi » ses maisons de disques. L'IFPI publie qu'Adele est l'artiste qui a vendu le plus de disques en 2015 dans le monde.

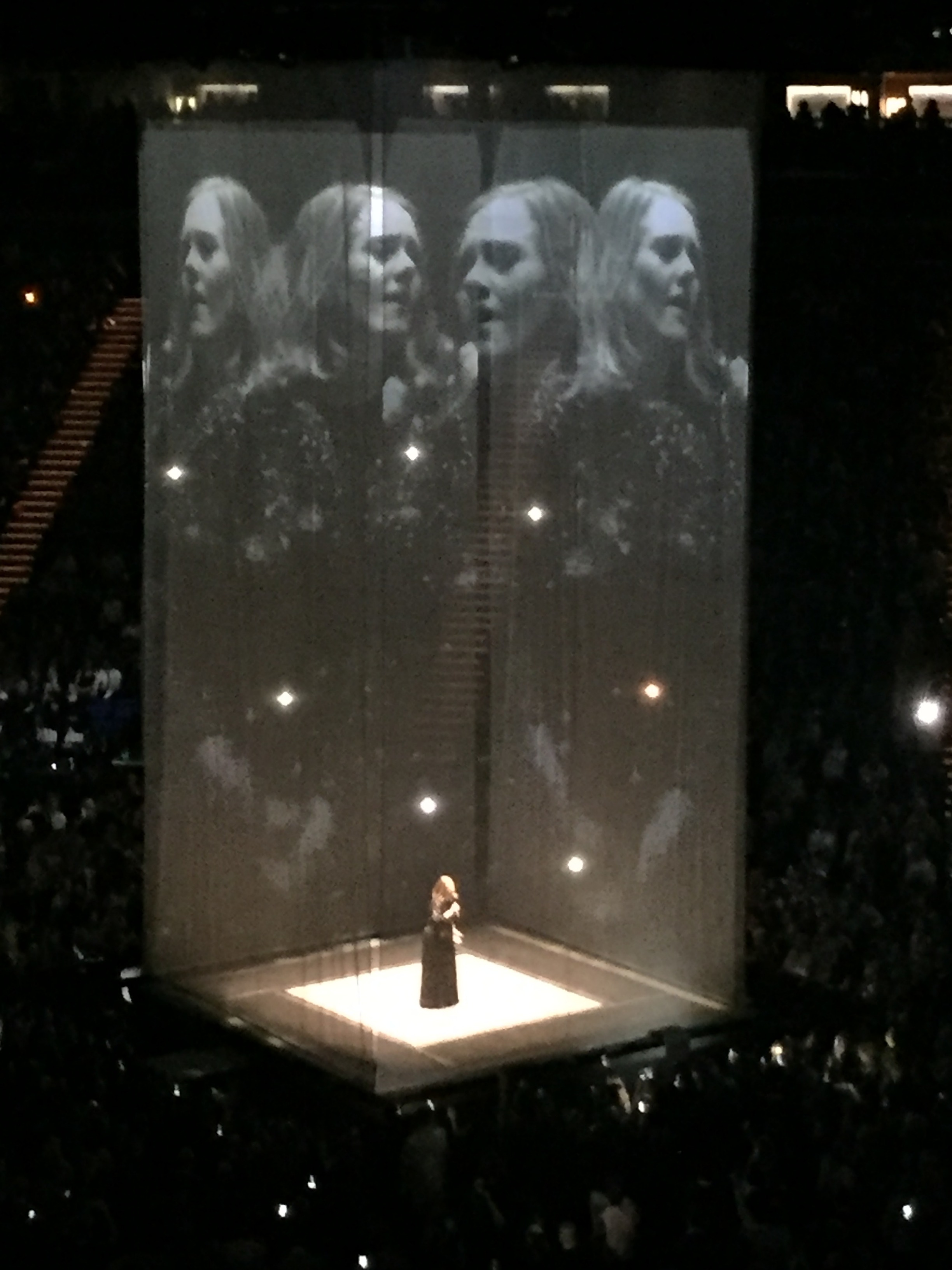
Adele en concert à l' Arena de Londres le 21 mars 2016 durant son Adele Live 2016 Tour.

En janvier 2016, l'album 21 s'est vendu à 1,85 million en France depuis sa date de sortie, la performance la plus importante d'un album anglais depuis Dangerous de Michael Jackson en 1991. Le 18 janvier 2016, Hello passe le cap du milliard de vues sur YouTube, nouveau record pour Adele, et bat le record auparavant détenu par Psy en atteignant le milliard en 88 jours.
Adele remporte, en février 2016, 4 Brit Awards pour le meilleur single britannique, la meilleure artiste solo britannique, le meilleur succès mondial et le meilleur album britannique pour 25. Adele a même reçu les félicitations de l'astronaute britannique Tim Peake, depuis l'ISS. Et elle remporte de nouveau en 2017 le Brit awards du meilleur succès mondial.
Sa troisième tournée, l'Adele Live 2016, débute le 29 février 2016. Son album se vend à plus 20 millions d'exemplaires dans le monde. En septembre 2016, l'album est certifié disque de diamant[réf. nécessaire].
En 2016, Adele apparaît pour la deuxième fois sur la liste Time 100 des personnes les plus influentes au monde, par le magazine Time. En juin 2016, Adele signe un contrat de 117 millions d'euros avec Sony Music. En mai 2016, elle reçoit son deuxième Ivor Novello Awards pour l'Auteure-compositrice de l'année. Avec ses albums 21, et 25, Adele devient la seule personne de l'histoire de l'industrie musicale à avoir les albums les plus vendus aux États-Unis pendant deux années consécutives.
Le 12 février 2017, lors de la 59e édition des Grammy Awards, Adele tient à rendre hommage au chanteur George Michael, mort le 25 décembre 2016, en interprétant Fast Love avec des photos du chanteur britannique sur l'écran. Submergée par le chagrin, la chanteuse britannique s'arrête dès les premières secondes, s'excuse pour cet arrêt et recommence le live. Elle remporte dans la soirée 5 Awards pour l'album de l'année, la chanson de l'année, le record de l'année, la meilleure performance pop et le meilleur album pop vocal.
Le 5 mars 2017, Adele confirme lors d'un concert à Brisbane des rumeurs selon lesquelles elle vient de se marier avec le père de son enfant Simon Konecki.

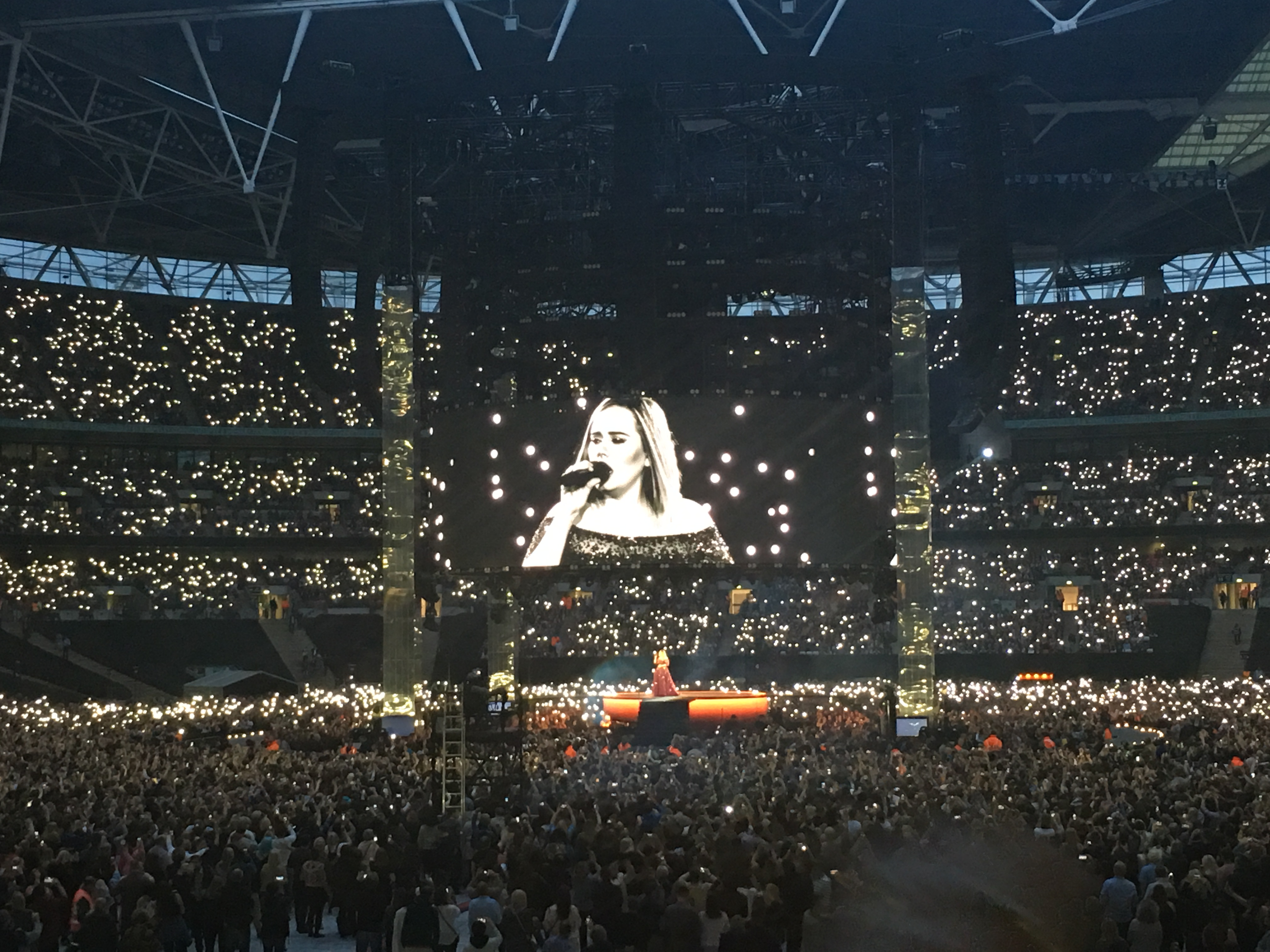
Adele en concert au Stade de Wembley à Londres lors de sa tournée mondiale, juin 2017. Record absolu d'affluence pour un concert dans un stade au Royaume-Uni.

Le 28 juin 2017, le concert de son Adele Live 2016-2017 Tour a réuni 98,000 fans au Stade de Wembley à Londres ; un record de stade pour un événement musical au Royaume-Uni. Après 123 concerts de sa tournée mondiale, les 1 et 2 juillet sont annulés, soit les deux dernières dates au Stade de Wembley marquant la fin de sa tournée, Adele ayant endommagé ses cordes vocales. Grâce à sa tournée mondiale Adele Live 2016-2017, plus de 142 millions de livres sterling (166,5 millions d'euros en 2022) sont générés, divisés entre sa société, Remedy Touring LLP, et elle. En 2017, Adele reprend la chanson Fastlove de George Michael pour le documentaire Freedom. En décembre 2017, 21 devient « Le plus grand de tous les temps du Billboard 200 albums par des femmes » (Greatest of All Time Billboard 200 Albums by Women), étant à la position no 1 sur une liste de 100 albums en raison de ses performances dans les charts établi par le Billboard 200,.
Le 4 septembre 2018, Adele reçoit sa pierre gravée au Walk of Fame du Royal Albert Hall à Londres (elle s'était produite dans cette salle le 22 septembre 2011), commémorant les personnes les plus célèbres qui ont contribué à l'établissement depuis son ouverture il y a 150 ans. Elle est la plus jeune artiste à y être récompensée.
Le 12 octobre 2019, l'Official Charts Company déclare qu'Adele et Ed Sheeran ont les albums les plus vendus du 21e siècle, basé sur le nombre de ventes physiques, de streams et de téléchargements numériques depuis le 1er janvier 2000.

### Retour avec30(depuis 2020)
En janvier 2020, les médias commencent à parler du changement d'apparence physique d'Adele, admiré, mais qui a également inquiété ses fans, estimant qu'elle a perdu trop de poids. En février 2020, son second album, 21, devient le premier album d'une femme à rester 450 semaines dans le chart du Billboard 200. Adele fait sa première apparition à la télévision en près de quatre ans en animant avec autodérision l'épisode du 24 octobre 2020 de l'émission américaine Saturday Night Live. Elle fait alors mention d'un futur album à venir, mais ajoute qu'il n'est pas prêt à paraître à cette étape. L'album initialement prévu pour une parution en 2019, est repoussé à 2020, puis également repoussée à une date indéterminée à cause de la pandémie de Covid-19.
C'est le 2 octobre 2021 que les choses se confirment, lorsqu'à travers le monde, de Dubaï à l'Empire State Building de New York, en passant par Varsovie, la tour Eiffel à Paris ou encore le siège de la BBC au Royaume-Uni, le chiffre "30" est affiché contre des bâtiments, sans autres indications. Le 5 octobre 2021, Adele annonce la sortie d'un nouveau single, Easy on Me, qui paraît dix jours plus tard. Le single est écouté 24 millions de fois le jour de sa sortie sur Spotify, établissant le record de la plateforme de streaming du titre le plus écouté en 24 heures. Easy on Me établi également un record sur Amazon Music, recevant le plus de flux le premier jour de toutes les chansons de l'histoire de la plateforme. Le 21 octobre, Easy on Me entre dans le Livre Guinness des records, établissant le record du « titre le plus écouté sur Spotify en une semaine », soit 84 952 932 stream s'étendant du 15 au 21 octobre 2021.
À la mi-octobre 2021, Adele est nommée « l'artiste féminine officielle du Royaume-Uni ayant vendu le plus d'albums au XXIe siècle », sur la base des données de l'Official Charts Company. Ce même mois, James Hall du The Daily Telegraph indique que depuis la parution de son premier album, 19, en 2008, Adele a injecté à elle seule des centaines de millions de livres sterling dans l'industrie de la musique. Le 28 octobre, les tickets en prévente pour les deux concerts d'Adele au British Summer Time à Hyde Park à Londres, prévus les 1 et 2 juillet 2022, sont épuisés en moins d'une heure. Ce jour-là, 1,3 million de personnes tentent d'acheter des tickets pour ces deux concerts, dont le prix des places vont de 90,45 à 579,95 livres sterling,. Jim King, président-directeur général de la division Festivals Européens chez AEG, déclare à Variety que le festival de Hyde Park peut vendre plusieurs millions de tickets pour ces concerts d'Adele, car telle est la demande pour elle. Ces deux dates à Hyde Park marque les premiers concerts d'Adele depuis cinq ans.
Adele apparaît en couverture du magazine Vogue de novembre 2021, y accordant sa première interview depuis cinq. Elle est la première personne à couvrir simultanément l'édition britannique et américaine du magazine Vogue. En novembre, Adele demande à la plateforme de distribution numérique Spotify de supprimer l'option de lecture aléatoire comme paramètre de lecture par défaut, prétextant que la liste des pistes de chaque album doit se lire dans l'ordre, car conçu ainsi par les artistes. Adele explique que « Nous ne créons pas d'albums avec autant de soin et de réflexion dans notre liste de morceaux sans raison », ajoutant, « Notre art raconte une histoire et nos histoires doivent être écoutées comme nous l'avons voulu ». Spotify obtempère et l'action est décrite comme une demande qui « témoigne du pouvoir et de l'influence de la chanteuse ». ABC News qualifie sa proposition « d'exemple de son pouvoir dans l'industrie de la musique ».
Le 14 novembre 2021, une émission spéciale télévisée intitulée Adele One Night Only est diffusée sur CBS présentant Adele interprétant trois chansons alors inédites de son quatrième album studio, ainsi que des chansons de ses trois albums précédents, devant l'observatoire Griffith à Los Angeles, et face à un parterre de célébrités telles que Leonardo DiCaprio, Selena Gomez, Dwyane Wade, entre autres. Le tout est entrecoupé d'une interview par Oprah Winfrey. L'émission spéciale attire plus de 10 millions de téléspectateurs situés aux États-Unis et est l'émission spéciale télévisée la plus regardée depuis la 93e cérémonie des Oscars.
Le 19 novembre 2021, paraît le quatrième album d'Adele, 30, composé de 12 pistes. La parution de l'album est décrit par The Daily Telegraph comme un « événement culturel mondial ». L'épreuve de son divorce est au centre de l'album. Elle chante la solitude, son amour pour son fils de 9 ans, sa douleur, son chagrin, ses espoirs, offrant dans la lignée de ses albums précédents des « torch songs », c'est-à-dire des chansons sentimentales sur les amours déçues,. 30 est son premier album à être commercialisé mondialement par Columbia Records, au lieu d'être partagé entre XL Recordings et les partenaires de distribution régionaux de Beggars Group dans la majeure partie du monde et Columbia en Amérique du Nord. En trois jours, 30 devient l'album le plus vendu de 2021 aux États-Unis. Il est aussi l'album le plus vendu de l'année au Royaume-Uni. Les classements officiels déclarent qu'Adele est « la seule femme avec trois albums studio ou plus à atteindre le numéro un avec tous ses disques »; un statut consolidé avec 30, qui marque son quatrième numéro un.

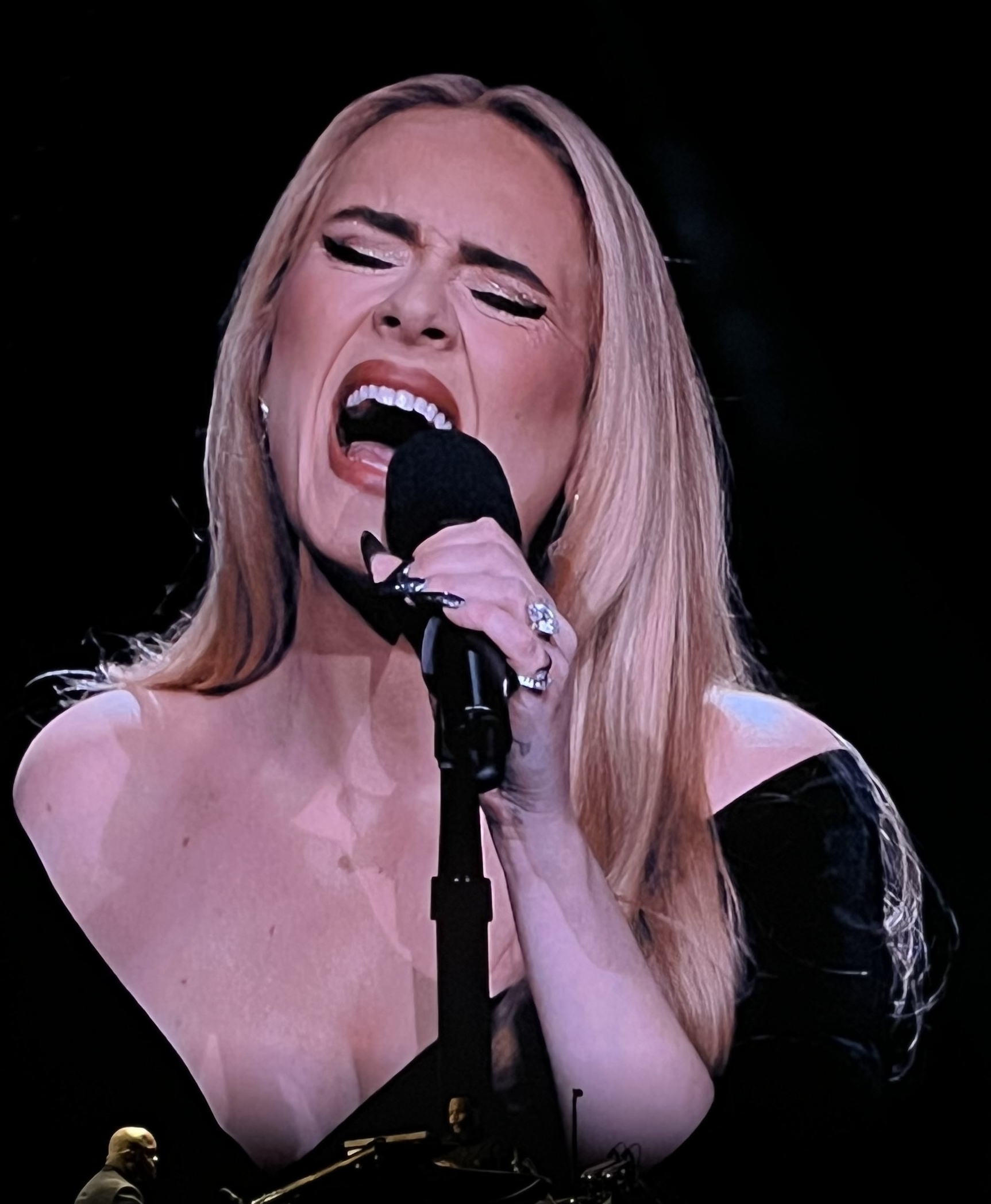
Adele se produisant au Colosseum du Caesars Palace à Las Vegas durant sa résidence, février 2023.

Le 30 novembre 2021, Adele annonce une résidence nommée Weekends with Adele au Colosseum du Caesars Palace à Las Vegas, comprenant deux concerts par week-end et devant se dérouler du 21 janvier 2022 au 16 avril 2022, soit 24 spectacles. Billboard décrit une « demande massive » le 8 décembre lors de la mise en vente des tickets de concerts, allant de 600 à 5 000 dollars la place, ainsi que quelques places à 85 dollars. La vente de tickets, éstimée à 50 millions de dollars, se déroule pendant 6 heures avant d'afficher complet. Billboard indique qu'Adele gagne plus de 2 millions de dollars par concert durant sa résidence. En décembre 2021, 21 devient le premier album d'une femme à passer dix années consécutives dans le classement hebdomadaire du Billboard 200.
Le 20 janvier 2022, Adele annonce que sa résidence à Las Vegas est reportée en raison de « retards de livraison et de COVID ». Le 8 février 2022, Adele remporte 3 Brit Awards, dont celui du Meilleur album britannique. Selon le rapport de l'IFPI publié le 1er mars 2022, 30 est l'album le plus vendu dans le monde en 2021, soit 5 millions d'exemplaires vendus en moins de deux mois. En mai 2022, le magazine Time l'a nomme pour la troisième fois parmi les personnalités les plus influentes au monde dans la catégorie « icônes ».
Fin août 2024, elle annonce vouloir faire une très longue pause dans sa carrière, lors d'un concert à Munich, une fois qu'elle aura terminé sa résidence à Las Vegas.
En décembre 2024, un juge brésilien interdit la commercialisation au niveau mondial de la chanson "Million Years Ago" et ordonne son retrait des plateformes de streaming, dans le cadre de la plainte pour plagiat du compositeur brésilien Toninho Geraes. Celui-ci estime que "Million Years Ago", sortie en 2015, copie la mélodie de son titre "Mulheres" interprété en 1995 par Martinho da Vila.

## Autres activités
Adele soutient Will Young au MENCAP Little Noise Sessions en 2007, un concert de charité à l'Union Chapel à Londres. En 2008, elle est la tête d’affiche et livre une interprétation acoustique, soutenue par Damien Rice,. En juillet 2008, Adele achète 8 000 £ une peinture de Stella Vine (en) lors de l'événement Keep a Child Alive, d'une œuvre de charité au profit des enfants africains et leurs familles touchés par le Sida. Adele envisage de demander à Vine de peindre un portrait d’elle avec sa mère. Le 17 septembre 2009, Adele chante au Brooklyn Academy of Music pour l’événement VH1 Divas, un concert visant à réunir des fonds pour l’œuvre de charité Save The Music Foundation,. Le 6 décembre de la même année, Adele fait l’ouverture avec un set de 40 minutes du 2nd Annual Holiday Charity Revue de John Mayer qui se tient au Nokia Theatre à Los Angeles en Californie.

## Vie privée
En 2011, Adele commence une relation avec l'entrepreneur caritatif Simon Konecki. Le 29 juin 2012, Adele, âgée de 24 ans, annonce qu'elle est enceinte de son premier enfant avec son compagnon, Simon Konecki. Le 19 octobre 2012, elle donne naissance à un garçon, Angelo James,. Elle parle également de sa Dépression périnatale. Ils se marient lors d'une cérémonie secrète en 2016. Adele confirme publiquement la rumeur de mariage le 12 février 2017 lors d'un de ses discours de remerciement à la 59e cérémonie des Grammy Awards, en se référant à Simon Konecki comme « mon mari » en le remerciant. Le 13 septembre 2019, elle demande le divorce de Simon Konecki aux États-Unis. En 2021, Adele entame une relation avec l'agent sportif américain Rich Paul (en), fondateur et dirigeant de Klutch Sports Group, qui représente un certain nombre de joueurs renommés de la NBA,. Le 9 août 2024, elle annonce lors d’un concert à Munich qu’elle est fiancée à Paul. Début janvier 2022, il est rendu public qu'elle vient d'acquérir l'ancienne villa de Sylvester Stallone, située à Los Angeles dans les montagnes au-dessus du quartier huppé de Beverly Hills. Avec un prix de vente fixé à 110 millions de dollars, la demeure est la plus chère de la zone résidentielle de Beverly Park, mais Adele l'achète pour 58 millions de dollars.
Adele apparaît amincie en novembre 2019 à l'anniversaire de Drake. Elle apparaît le 9 février 2020 à la soirée post-cérémonie des 92e cérémonie des Oscars après avoir perdu 45 kilos. En 2021, elle explique s'être adonnée quotidiennement pendant plus de trois ans à des séances rigoureuses d'entraînement en circuit, et ce deux fois par jour, pour gérer son anxiété en raison de son divorce, de la pandémie de Covid-19, et pour renforcer les muscles de son dos car elle avait des douleurs chroniques. Adele veut être physiquement plus forte et améliorer sa santé émotionnelle, et selon elle, la perte de poids n'est pas le but premier.
En 2021, Adele n'a plus ou que de très rares contacts avec son père depuis dix ans, du fait qu'il a quitté le domicile familial lorsqu'elle avait trois ans, de son manque de présence et d'effort et de sa consommation d'alcool. Il s'exprime en public à propos de leur relation tendue dans le journal britannique The Sun en 2011, où il admet être un « père pourri » pour sa fille depuis qu'elle est jeune et qu'il regrette de ne pas être là pour elle. En 2013, son père est atteint du cancer de l'intestin. Elle lui rend visite au pays de Galles pour l'accompagner pendant ses derniers jours contre la maladie. Adele dit que « nous avons trouvé notre paix ensemble », et peu après, elle lui fait écouter son nouvel album, 30, par visioconférence[source insuffisante]. Son père, Marc Evans, décède du cancer le 11 mai 2021, à l'âge de 57 ans.
En 2013, Adele gagne 41 000 livres sterling de royalties par jour (48 000 euros en 2022). Elle est no 1 sur la Rich List de 2013 du The Sunday Times des jeunes millionnaires de la musique au Royaume-Uni et en Irlande. En 2014, Adele gagne 70 000 euros par jour, soit un gain de 24 millions d'euros sur l'année. La même année, Adele est nommée la jeune musicienne la plus riche de Grande-Bretagne. En 2015, elle paye autant d'impôts au Royaume-Uni que Facebook, soit 4 millions de livres sterling. En 2016, Adele est classée 2e sur la liste de Forbes des « Femmes les mieux payées du monde en musique » avec 80,5 millions de dollars de bénéfice cette année-là. Elle est propriétaire de deux sociétés, Melted Stone Ltd et Melted Stone Publishing, dont elle perçoit des millions de dollars de dividendes chaque année. En 2016, 2017, et 2018, Adele est la célébrité la plus riche de moins de 30 ans du Royaume-Uni et d'Irlande. En 2018, sa société Melted Stone Ltd publie qu'elle gagne 67 000 euros de royalties par jour.

## Caractéristiques

### Voix
Adele est une mezzo-soprano,,. Cependant, Classic FM déclare qu'elle est souvent confondue avec une voix de type contralto en raison de l'application d'une voix de poitrine/registre mixte tendue pour atteindre les notes les plus basses, tout en notant également que sa voix devient plus claire à mesure qu'elle monte dans le registre, en particulier de C4 à C5. En raison d'un timbre de voix décrit comme « chaud et riche », Adele est précisément catégorisée comme une mezzo-soprano lyrique selon le système de classification Fach. En revanche, Classic FM commente que bien qu'elle possède déjà « un instrument de classe mondiale », sa technique et son endurance vocale s'améliorent au fil des années ; des paramètres propres aux chanteurs d'opéra —mais non pas aux chanteurs de tous genres musicaux. Quatre notes sont ajoutées involontairement à sa gamme mezzo-soprano après qu'un chirurgien de Boston lui retire un polype à la gorge,. Dans une interview accordée à Vogue intitulée 73 Questions With Adele et publiée sur YouTube le 21 octobre 2021, Adele explique qu'après cette opération réalisée en 2011 sa voix devient « tellement propre et pure ».

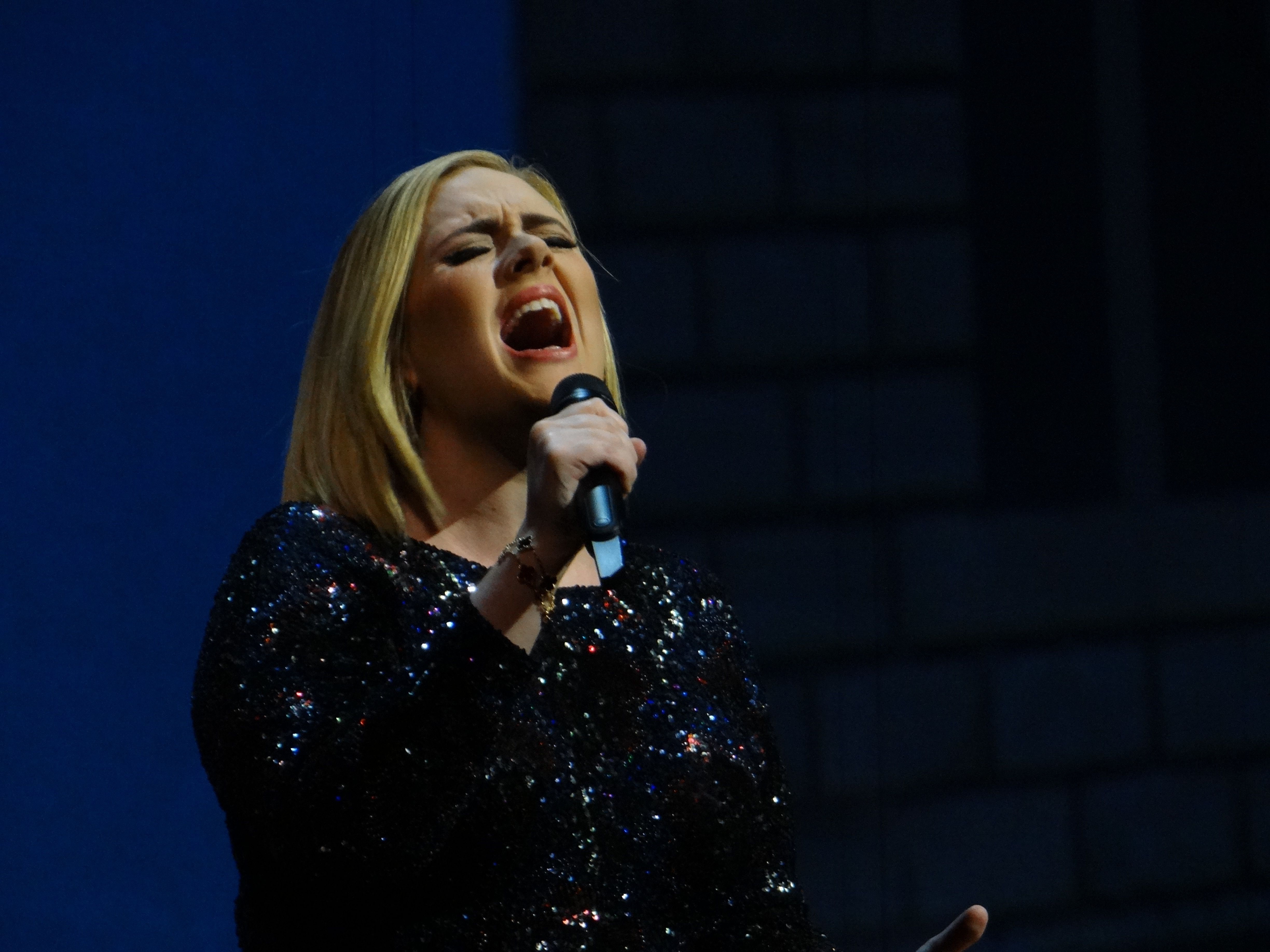
Performance vocale d'Adele à la Bridgestone Arena de Nashville, Tennessee, 2016.

Narelle Yeo, maître de conférences en voix et mise en scène au Conservatoire de musique de l'Université de Sydney, écrit en 2021 pour ABC qu'Adele ne va pas dans les extrêmes-aigus des voix de soprano mais s'appuie sur d'autres éléments. Rolling Stone note néanmoins une « immense » étendue vocale, où elle atteint ses notes les plus hautes,. Adele est connue pour moduler le timbre et la couleur de sa voix pour colorer les paroles de ses chansons. Narelle Yeo décrit sa voix comme « brute et expressive », et son registre medium comme « plein d'âme, riche et puissant », avec parfois une couleur de ton « nerveux/urgent ». Une voix profonde qui contient « du grain », commente Ken Tucker de NPR. Une « sonorité audible » trouve son chemin lorsque sa voix se déplace entre les registres de poitrine et de tête, décrit Narelle Yeo. Elle chante à E5 dans sa voix de poitrine, soit 10 notes au-dessus du do médian (do médian: C4 ou middle C),. Par conséquent, Adele chante très haut avec sa voix de poitrine pour un effet puissant et peut créer une voix de tête breathy (passage audible du souffle) et « fragile ». Dans ces notes aiguës, elle est aussi connue pour utiliser le vocal fry pour incarner une douleur émotionnelle.
Dans une critique de 19, The Observer écrit que son phrasé « plein d'âme » et la façon dont elle « étire » les voyelles, font « qu'il n'y a guère de doute qu'elle est une chanteuse rare ». Début 2009, les journalistes et critiques musicaux s'entendent pour dire qu'Adele est unique et se démarque de par sa voix « sombre, puissante, émouvante et claire » sur des chansons évoquant des thèmes intimes. The Washington Post rapporte qu'AllMusic la décrit comme « simplement trop magique pour être comparée à quelqu’un d’autre. » Ryan Tedder, qui a écrit deux singles avec Adele sur son album 21, décrit sa voix comme « un instrument imposant, propre et musclé. »
Sur son album 25, sa voix transmet tristesse, joie, « sincérité et chaleur », fréquemment en l'espace d'une seule phrase. Amanda Petrusich du The New Yorker fait l'éloge de son phrasé sortant de l'ordinaire sur la chanson Hello. Elle décrit la voix d'Adele commutant très rapidement d'un registre à un autre pour une seule note dans le refrain de la chanson, « When I call, you never seem to be home », où elle fait un bond d'une octave sur le « I » et le « you »; un trait caractéristique de son style vocal. 25 est « avant tout une vitrine pour sa voix titanesque », écrit Billboard. Commentant ses performances vocales en 2015, ABC News publie qu'Adele est « le successeur le plus proche » de Whitney Houston.
Ses cordes vocales peuvent supporter des pressions extrêmes lors de l'intensité de la montée de la gamme en voix de poitrine. Adele subit deux opérations chirurgicales à la gorge au cours de sa carrière. Sur son quatrième album, 30, Adele se protège par expérience de problème ultérieur aux cordes vocales. Elle met ainsi l'accent sur sa voix de tête avec des relâchements en fin de phrases, permettant aussi d'apporter plus de « couleurs vocales ». Sur cet album, Adele applique plus souvent une voix de tête légère avant de retomber en voix de poitrine. Narelle Yeo estime que sa voix a changé sur l'album 30, et est à l'image de sa vie publique et privée (divorce) : sa voix est plus puissante, mais aussi plus vulnérable qu'auparavant. Amanda Petrusich rapproche Adele à Etta James ; comme elle, « sa voix n'est pas un ruisseau de cristal. C'est un coup de vent qui a pris du grain. »
En 2021, Adele est décrite comme la « voix d'une génération » pour sa « puissance, son émotion et sa force vocale pure » ... une voix « énorme », ... « riche et pleine de couleurs. » Le critique d'AllMusic Neil Z. Yeung écrit qu'avec certaines de ses performances vocales sur l'album 30, Adele assoit son statut d'interprète se tenant aux côtés de Whitney Houston, Mariah Carey, et Céline Dion. Avec une technique vocale qui s'améliore au fur et à mesure qu'elle avance dans sa carrière, et malgré deux lésions aux cordes vocales (phénomène courant chez les artistes populaires), Adele devient progressivement « l'une des voix déterminantes de notre époque », écrit Classic FM en 2021.

### Influences
Adele apprend très jeune à chanter à travers un processus d'auto-apprentissage en écoutant Ella Fitzgerald pour les « acrobaties » et les gammes, Etta James pour la « passion », et Roberta Flack pour le « contrôle ». Ryan Tedder note que sa voix « a été formée sur les plus grands chanteurs de tous les temps. »

### Style musical
Son premier album de 2008, 19, juxtapose blues, folk, jazz, et mélodies chaleureuses, et présente des paroles relatant l'expérience de l'adolescence portées par sa voix dramatique,. L'album suivant, 21, porte les influences de l'exposition prolongée d'Adele à la musique du sud des États-Unis lors de l'étape nord-américaine de sa tournée 2008 – 2009, An Evening with Adele. Des pauses fréquentes avec son chauffeur de bus lui ont permis de se familiariser avec la musique roots contemporaine et country. Cependant, Le style d'Adele sur 21 est généralement qualifié par les critiques de soul, et aussi gospel, à travers une instrumentation dense en piano et batterie. 21 évoque le passage à l'âge adulte. Ryan Reed de Paste décrit l'album comme « un paysage pop-noir moderne et sensuel, lourd de textures rétro et de drame relationnel »
L'album 25 est construit sur des ballades au piano, du gospel, des grooves R&B, du blues, des guitares acoustiques et des arrangements minimalistes. Certains passages, caractérisés par une instrumentation jazzy, sont décrits comme denses et musicalement sophistiqués. Adele explique que sur 25, elle porte un regard nostalgique sur son passé et le temps qui s'écoule à une vitesse rapide depuis son deuxième album de 2011, 21. Sur 25, elle est d'une humeur plus posée et réexamine ses relations passées avec plus de maturité, contrastant avec la période de 21. Une liste conséquente de producteurs réputés sur 25 s'articule autour de la présence d'Adele. Son quatrième album, 30, met en valeur pop, soul, et jazz. L'inspiration gospel demeure toujours présente sur 30. Une production R&B est notée sur certaines chansons,. 30 est décrit comme son travail le plus aventureux à ce stade et marque un style vocal qui s'élargit. Le sujet de l'album se concentre sur la période de son divorce avec Simon Konecki ainsi que sa maternité, captant les spectres de la culpabilité, de dépression, d'anxiété, de soulagement, et d'excitation. 30 révèle « la douleur du lâcher prise ».
Narelle Yeo écrit que la puissance caractérise sa voix pour beaucoup d'auditeurs, mais que son « vrai talent artistique » provient de son authenticité. Adele s'exprime à travers une voix « fragile et puissamment émotive ». Il ajoute que sa musique est accordée à de textes « profondément personnels ». Faisant la critique de Easy on Me, Nick Levine de NME considère que « sa voix et l'écriture de chansons reste extraordinaire. » En décembre 2021, Rolling Stone publie qu'Adele « a écrit plus de standards pop modernes que quiconque dans sa génération, chaque single devenant un classique instantané. »
Pour le critique musical David Jeffries de AllMusic, son style musical est caractérisé globalement comme de la soul classique, de « l'écriture confessionnelle », et de « l'élégance » pop. Selon The Guardian et Classic FM, le style d'Adele s'établit au sein du genre pop/soul,.

## Discographie

### Albums studio
- 2008 : 19
- 2011 : 21
- 2015 : 25
- 2021 : 30

## Distinctions

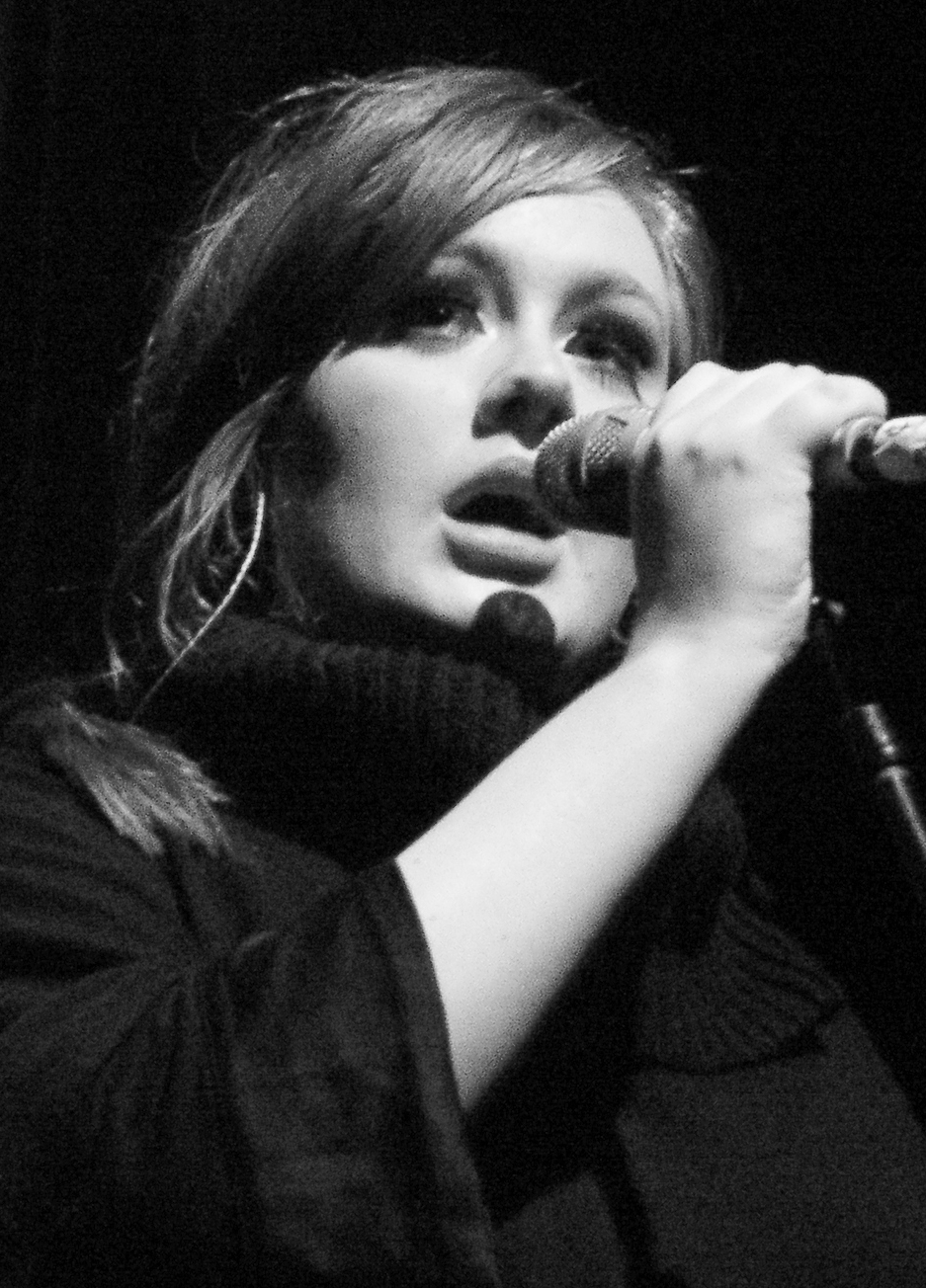
Adele en concert, 2009.

Adele est nommée 760 fois pour des récompenses et a remporté 539 de ces prix. Ici sont répertoriées uniquement les récompenses remportées par la chanteuse (liste incomplète).
- AIM Independent Music Awards
  - 2011 : Meilleur deuxième album difficile (21)
  - 2011 : Acte indépendant le plus joué

- American Music Awards
  - 2011 : Artiste adulte favori contemporain
  - 2011 : Favori pop/rock artiste féminine
  - 2011 : Favori pop/rock album (21)
  - 2012 : Artiste adulte favori contemporain
  - 2016 : Artiste adulte favori contemporain

- APRA Awards (Australie)
  - 2017 : Travail international de l'année (Hello)

- Arqiva Commercial Radio Awards
  - 2012 : Artiste britannique le plus joué sur les radios commerciales (PPL)
  - 2011 : Fantastique chanteuse (argent)

- Attitude Magazine Awards
  - 2016 : Album de l'année (25)

- BBC Music Awards
  - 2015 : Artiste britannique de l'année
  - 2015 : Spectacle en direct de la BBC de l'année
  - 2016 : Album de l'année (25)
  - 2016 : Chanson de l'année (Hello)

- BBC Radio 1 Teen Awards
  - 2016 : Meilleur artiste solo britannique

- Billboard Music Awards
  - 2012 : Meilleur artiste
  - 2012 : Hot 200 artiste
  - 2012 : Top des chansons numériques artiste
  - 2012 : Top européen Hot 100 (Rolling in the Deep)
  - 2012 : Top des chansons numériques (Rolling in the Deep)
  - 2012 : Chansons pop pour adultes (Rolling in the Deep)
  - 2012 : Meilleur artiste du Hot 100 Canadien (Rolling in the Deep)
  - 2012 : Top des 200 meilleurs albums  (21)
  - 2012 : Meilleurs albums numériques (21)
  - 2012 : Meilleur artiste du Hot 100 Canadien (21)
  - 2012 : Album de catalogue (19)
  - 2013 : Meilleur album pop (21)
  - 2016 : Meilleur album du billboard 200 (25)
  - 2016 : Meilleure artiste féminine
  - 2016 : Meilleure artiste
  - 2016 : Meilleure artiste du billboard 200

- Billboard Touring Awards
  - 2016 : Percée

- BMI London Awards
  - 2009 :  Attribution de la chanson gagnante : Pop (Chasing Pavements)
  - 2012 : Chanson primée (Rolling in the Deep)
  - 2012 : Chanson de l'année (Rolling in the Deep)
  - 2012 : Chanson primée (Someone Like You)
  - 2012 : Chanson primée (Set Fire to the Rain)
  - 2013 : Prix de la chanson pop (Skyfall)
  - 2013 : Prix de l'Académie (Rumour Has It)
  - 2016 : Prix de la chanson pop (Hello)
  - 2016 : Million performance de chansons (4 millions)

- BIP Pop Awards
  - 2012 : Chansons primées (Rolling in the Deep)
  - 2013 : Chansons primées (Rumour Has It)
  - 2013 : Chansons primées (Someone Like You)
  - 2013 : Chansons primées (Set Fire to the Rain)
  - 2017 : Chansons primées (When We Are Young)

- BMI Film & TV Awards
  - 2013 : Lauréats des Academy Award (Skyfall)

- Brit Awards
  - 2008 : Meilleur porte parole musical
  - 2012 : Meilleure artiste féminine britannique
  - 2012 : Album de l'année
  - 2013 : Chanson britannique
  - 2016 : Meilleur succès global
  - 2016 : Chanson britannique
  - 2016 : Meilleure artiste féminine britannique
  - 2016 : Meilleur album britannique
  - 2016 : Prix d'honneur
  - 2017 : Meilleur succès global
  - 2022 : Artiste britannique de l'année[146]
  - 2022 : Meilleur album britannique (30)[146]
  - 2022 : Meilleure chanson britannique (Easy on Me)[146]

- BT Digital Music Awards
  - 2011 : Meilleur artiste ou groupe indépendant

- Cannes Entertainement Lions for Music
  - 2016 : Excellence en vidéo musicale (Bronze) (Hello)

- Critics' Choice Movie Awards
  - 2013 : Meilleure chanson originale : Skyfall pour le film Skyfall

- Danish Music Awards
  - 2011 : Album international de l'année ("21")

- Denver Film Critics Society Awards
  - 2013 : Meilleure chanson : Skyfall pour le film Skyfall

- Echo Music Awards
  - 2011 : Meilleure artiste féminine pop/rock international
  - 2011 : Album de l'année (21)
  - 2016 : Meilleure artiste féminine pop/rock

- Edinburgh TV Awards
  - 2016 : Moment télévisé de l'année (Adele rappe sur le couplet de Nicki Minaj de la chanson Monster)

- European Border Breakers Awards
  - 2009 : Meilleur album (19)

- Fryderyk
  - 2011 : Album international (21)

- Glamour Women of the Year Awards
  - 2009 : Artiste solo britannique de l'année
  - 2011 : Musicien/artiste solo britannique de l'année

- Golden Globes
  - 2013 : Meilleure chanson originale : Skyfall pour le film Skyfall

- IFPI Global Recording Artist Awards
  - 2016 : Artiste mondial de l'année 2015

- Grammy Awards
  - 2009 : Meilleure nouvelle artiste (Cold Shoulder).
  - 2009 : Meilleure performance vocal Pop Féminine (Chasing Pavements)
  - 2012 : Album de l'année (21)[83]
  - 2012 : Meilleur album (21)[83]
  - 2012 : Enregistrement de l'année (Rolling in the Deep)[83]
  - 2012 : Chanson de l'année (Rolling in the Deep)[83]
  - 2012 : Meilleur clip video court (Rolling in the Deep)[83]
  - 2012 : Meilleure performance pop en solo (Someone Like You)[83]
  - 2013 : Meilleure performance solo pop (Set Fire to the Rain (live))
  - 2014 : Meilleure chanson écrite pour un film, la télévision ou autre média visuel (Skyfall, Adele, Paul Epworth)
  - 2017 : Meilleure performance pop (Hello)[206]
  - 2017 : Meilleur album vocal pop (25)
  - 2017 : Chanson de l'année (Hello)
  - 2017 : Enregistrement de l'année (Hello)
  - 2017 : Album de l'année (25)
  - 2023 : Meilleure prestation pop solo (Easy On Me)

- Houston Film Critics Society Awards
  - 2013 : Meilleure chanson : (Skyfall) pour le film Skyfall

- IFPI Platinum Europe Awards
  - 2011 : Prix Platine (21)

- IHeartRadio Music Awards
  - 2016 : Chanson de l'année (Hello)
  - 2017 : Artiste féminine de l'année
  - 2017 : Album pop de l'année (25)

- Ivor Novello Awards
  - 2012 : Auteur-compositeur de l'année[207]
  - 2012 : PRS pour l'œuvre musicale la plus jouée (Rolling in the Deep)[207]
  - 2016 : Auteur-compositeur de l'année[208]

- Juno Awards
  - 2012 : Album international de l'année (21)
  - 2016 : Album international de l'année (25)
  - 2016 : Vidéo de l'année (Hello)

- Las Vegas Film Critics Society Awards
  - 2012 : Meilleure chanson :Skyfall pour le film Skyfall

- Los Premios 40 principales
  - 2012 : Meilleure chanson non espagnole (Someone Like You)

- MOBO Awards
  - 2011 : Meilleur acte R&B/Soul britannique

- MP3 Music Awards
  - 2011 : Prix RDS : radio/classements/téléchargements (Someone Like You)

- MTV Europe Music Awards
  - 2011 : Meilleur acte britannique/irlandais
  - 2011 : Meilleure chanson de l'année (Rolling in the Deep)
  - 2011 : Meilleure direction artistique en vidéo (Rolling in the Deep)
  - 2011 : Meilleure cinématographie vidéo (Rolling in the Deep)
  - 2011 : Meilleur montage dans une Vidéo (Rolling in the Deep)

- NME Awards
  - 2017 : Meilleure tête d'affiche de festivals

- NRJ Music Awards
  - 2012 : Révélation internationale de l'année
  - 2012 : Chanson internationale de l'année (Someone Like You)
  - 2015 : NRJ Music Awards d'Honneur

- Oscars du cinéma
  - 2013 : Oscar de la meilleure chanson originale : Skyfall pour le film du même nom

- Phoenix Film Critics Society Awards
  - 2012 : Meilleure chanson : Skyfall pour le film du même nom

- Premios Juventud
  - 2016 : Créateur de succès préféré
  - 2016 : Succès préféré (Hello)

- Premios Oye!
  - 2012 : Meilleur album international de l'année (21)

- Q Awards
  - 2011 : Meilleur titre (Rolling in the Deep)
  - 2011 : Meilleure artiste féminine (Skyfall)

- Shorty Awards
  - 2016 : Arts et divertissement : Musicienne

- Swiss Music Awards
  - 2012 : Meilleur album pop/rock international (21)
  - 2012 : Meilleur succès international (Rolling in the Deep)
  - 2017 : Meilleur acte international
  - 2017 : Meilleur album international (25)

- UK Video Music Awards
  - 2011 : Meilleure vidéo pop (Rolling in the Deep)
  - 2011 : Meilleure cinématographie dans une vidéo (Rolling in the Deep)

- Urban Music Awards
  - 2008 : Meilleur acte de jazz

## Vidéographie
- 2010 : Ugly Betty (saison 3, épisode 22)
- 2011 : Live Itunes Festival London
- 2011 : Live at the Royal Albert Hall
- 2012 : Katy Perry-Part Of Me (brève apparition)

## Tournées
- 2008–2009 : An Evening with Adele
- 2011 : Adele Live
- 2016–2017 : Adele Live 2016
- 2022–2024 : Weekends with Adele
- 2024 : Adele in Munich.

## Dans la culture populaire
Dans l'épisode Simpson Horror Show XXIX des Simpson, Lisa Simpson devient folle et kidnappe Bart Simpson, Milhouse Van Houten et Nelson Muntz. Elle les guette dans un hall de recycling abandonné et hurle avec une voix rugueuse et enrouée « Il est temps de vous recycler, bande d'imbéciles ! » Milhouse la prévient « Attention, Lisa ! Si tu continues à gueuler comme ça, tu vas avoir des polypes aux cordes vocales, comme Adele ! »